# 5 Brygada Obrony Wybrzeża

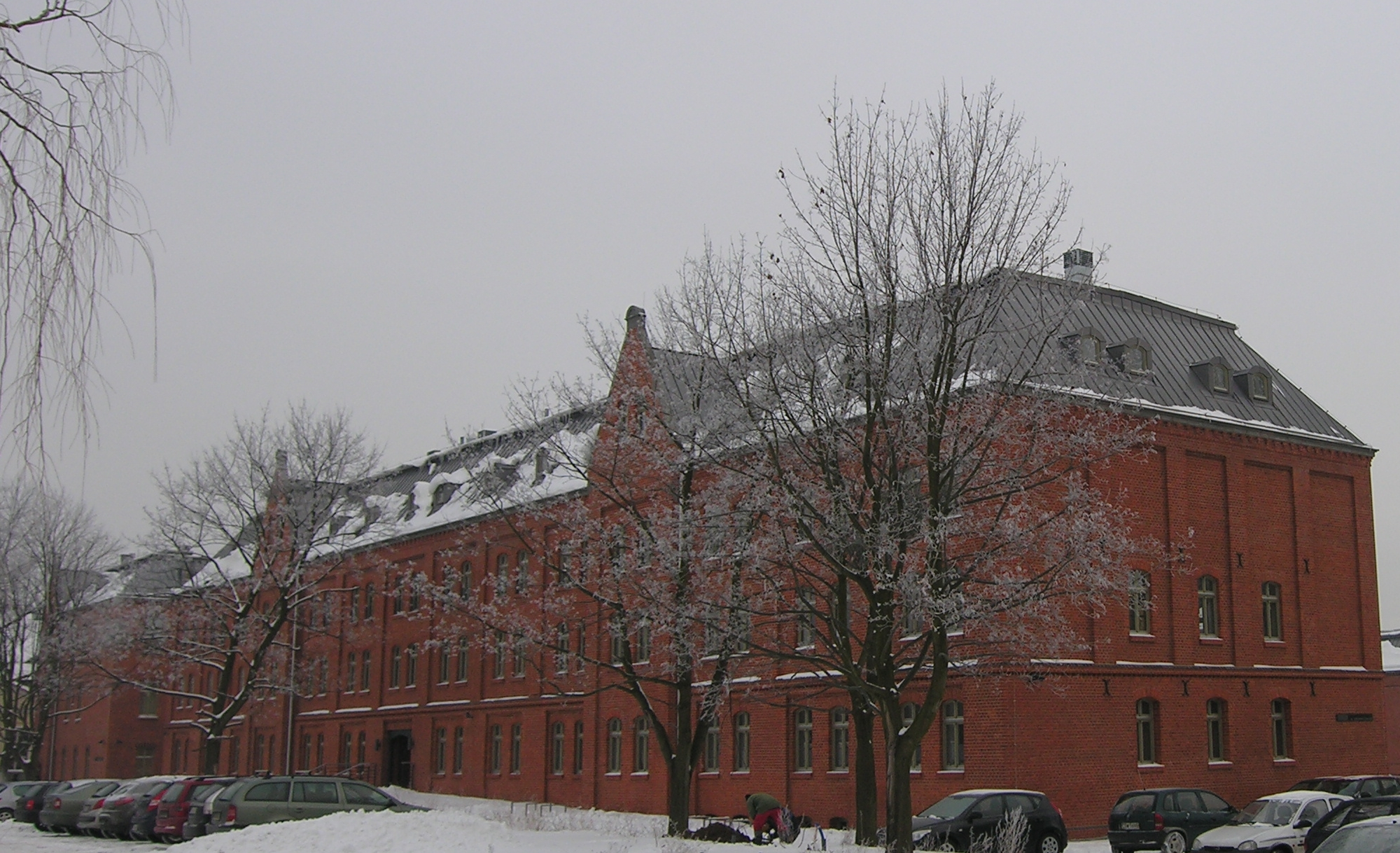
W tych koszarach stacjonował sztab brygady

5 Brygada Obrony Wybrzeża (5 BOW) – związek taktyczny piechoty Sił Zbrojnych PRL.
Na podstawie rozkazu Nr 0046/Org. Ministra Obrony Narodowej z 18 października 1956 roku 5 Brygada Przeciwdesantowa została przeformowana w 5 Brygadę Obrony Wybrzeża.
Na podstawie rozkazu Nr 0010/Org. Ministra Obrony Narodowej z 2 października 1958 roku dowódca POW, w terminie do 1 grudnia 1958 roku, przeprowadził reorganizację 5 Brygady Obrony Wybrzeża. Na bazie dowództwa 5 BOW zostało sformowane Dowództwo 23 Dywizji Piechoty. Inne jej jednostki też posłużyły do formowania 23 DP.

## Struktura organizacyjna 5 BOW
- Dowództwo 5 Brygady Obrony Wybrzeża w Gdańsku-Wrzeszczu
- 6 batalion obrony wybrzeża[a][1] w Gdańsku-Wrzeszczu
- 11 batalion obrony wybrzeża w Świnoujściu
- 12 batalion obrony wybrzeża w Helu
- 17 batalion szkolny w Gdańsku-Oliwie
- 29 dywizjon artylerii przeciwlotniczej w Gdańsku-Wrzeszczu
- 60 dywizjon artylerii[b][2]  w Gdańsku-Wrzeszczu
- kompania czołgów w Lęborku

## Przekształcenia
3 i 5 Brygady Obrony Wybrzeża oraz 32 bcz i apanc  →  23 Dywizja Piechoty → 23 Dywizja Desantowa → 7 Łużycka Dywizja Desantowa → 7 Łużycka Brygada Obrony Wybrzeża → 1 Gdańska Brygada Obrony Terytorialnej → 1 Gdański Batalion Obrony Terytorialnej → 1 batalion 7 Pomorskiej Brygady Obrony Wybrzeża